# جلوبال بلو
جلوبال بلو هي شركة تقوم بأعمال استرداد ضرائب التسوق السياحية ومقرها في مدينة نيون ، سويسرا . تشتهر الشركة بالتسوق المعفي من الضرائب ،  استرداد ضريبة القيمة المضافة / ضريبة السلع والخدمات للمنتجات وتعمل أيضًا في تحويل العملات الديناميكي ، وخدمات التسويق ، وتكنولوجيا نقاط البيع ، وتعليم موظفي التجزئة ، وذكاء العملاء . إنها الشركة الرائدة في مجال تقديم استرداد الضرائب، وتعتبر شركة بلانت أقرب منافس لها.
اعتبارًا من عام 2014، تفرض حوالي 130 دولة ضريبة القيمة المضافة/ضريبة السلع والخدمات،  تعرض حوالي 50 دولة استرداد ضريبة القيمة المضافة/ضريبة السلع والخدمات للسياح مقابل الصادرات الخاصة.